# Kabuscorp Sport Clube do Palanca
Maillots
Actualités
Le Kabuscorp Sport Clube do Palanca est un club angolais de football basé à Luanda. L'équipe évolue en première division du championnat d'Angola. Le club est vice-champion d'Angola en 2011 avant de remporter le titre en 2013.

## Palmarès
- Championnat d'Angola
  - Champion : 2013
  - Vice-champion : 2011 et 2014
- Coupe d'Angola
  - Vainqueur : 2025
- Supercoupe d'Angola
  - Vainqueur : 2014